# Raión de Kamianiec
Kámieniets (en bielorruso: Камянецкі раён) es un raión o distrito de Bielorrusia, en la provincia (óblast) de Brest. 
Comprende una superficie de 1687 km².

## Demografía
Según estimación 2010, contaba con una población total de 39143 habitantes.

## Subdivisiones
Comprende las ciudades subdistritales de Kámieniets (la capital) y Vysókaye y los siguientes 13 consejos rurales:
- Aharódniki
- Bielaviezhski
- Vídamlia
- Vóiskaya
- Vouchyn
- Viarjóvichy
- Dzmitróvichy
- Kamieniukí
- Navítskavichy
- Piélishcha
- Rasna
- Ratáichytsy
- Réchytsa